# Eudule hagno
Eudule hagno là một loài bướm đêm trong họ Geometridae.